# Seesmic
Seesmic foi um software para enviar mensagens para o serviço de microblog Twitter (todas as versões) e Facebook (somente Mac OS). O Seesmic roda em Windows, Mac OS, Blackberry e Android.
O desenvolvedor do projeto é o empresário francês Loïc Le Meur.
Em 2008, foi anunciada a compra do Twhirl pelo Seesmic.
Em 6 de setembro de 2012, o Seesmic foi vendido para o HootSuite; e tornou-se um programa pago (voltado para smartphones com Android, Windows Phone e iOS). O futuro dos programas Seesmic Desktop 2 e Seesmic Web são incertos - mas depois da venda, estes serviços ficaram indisponíveis.